# Marion (Wisconsin)
Marion es una ciudad ubicada en el condado de Waupaca en el estado estadounidense de Wisconsin. En el Censo de 2010 tenía una población de 1.260 habitantes y una densidad poblacional de 188,78 personas por km².

## Geografía
Marion se encuentra ubicada en las coordenadas 44°40′29″N 88°53′34″O / 44.67472, -88.89278. Según la Oficina del Censo de los Estados Unidos, Marion tiene una superficie total de 6.67 km², de la cual 6.35 km² corresponden a tierra firme y (4.85%) 0.32 km² es agua.

## Demografía
Según el censo de 2010, había 1.260 personas residiendo en Marion. La densidad de población era de 188,78 hab./km². De los 1.260 habitantes, Marion estaba compuesto por el 97.38% blancos, el 0.08% eran afroamericanos, el 1.51% eran amerindios, el 0.08% eran asiáticos, el 0% eran isleños del Pacífico, el 0.32% eran de otras razas y el 0.63% pertenecían a dos o más razas. Del total de la población el 1.75% eran hispanos o latinos de cualquier raza.